# 稲井玲子
稲井 玲子（いない れいこ、1955年（昭和30年）11月 - ）は、日本の栄養学者。高知県立大学健康栄養学部教授。元名古屋経済大学人間生活科学部管理栄養学科教授。元鈴峯女子短期大学教授。
徳島文理大学家政学部卒業。徳島大学大学院栄養学研究科修了。愛媛大学大学院連合農学研究科修了（農学博士）。

## 経歴
1978年、徳島文理大学家政学部卒業後、愛媛県の病院で管理栄養士として勤務。1990年に徳島大学大学院栄養学研究科修士課程を修了し2012年には愛媛大学大学院連合農学研究科にて農学博士を授与する。
2002年、鈴峯女子短期大学食物栄養科教授、2005年、名古屋経済大学人間生活学部教授を経て2014年より母校である徳島文理大学人間生活学部教授に就任する。また、日本消化管学会評議員、日本食育学術会議理事長を歴任。

## 受賞歴
- 2019年 - 功労者厚生労働大臣表彰（栄養士養成功労者）受賞

## 著書
- 『栄養学各論』（2000年、吉田勉、学文社）
- 『給食の運営と管理』（2002年、豊瀬恵美子、橋本高子、学建書院）
- 『応用栄養学』（2003年、吉田勉、学文社）
- 『応用栄養学　改訂第4版』（2005年、江指隆年、中嶋洋子、同文書院）